# Hemituerta nana
Hemituerta nana là một loài bướm đêm trong họ Noctuidae.